# Allard (geslacht)

Wapen van de geadelde tak der familie Allard: "Van lazuur, beladen met vijf penningen gedeeld van goud en van zilver, kruiselings geplaatst"

Het geslacht Allard was vanaf de 19e eeuw een Belgische familie van goudsmeden, muntmeesters, bankiers en zakenlui. Een tak van de familie werd in de adelstand verheven in 1929.

## Geschiedenis
De bewezen stamreeks begint met Antoine Allard (†1757) die trouwde op 9 november 1722 met Jeanne-Marie Delforge, tevens eerste vermelding inzake dit geslacht. In latere generaties werden telgen bankier. Een nazaat werd in 1929 in de Belgische adel opgenomen met de titel van baron, overgaand bij eerstgeboorte. Hij is de stamvader van de adellijke tak waarvan anno 2017 alle leden in Frankrijk woonachtig zijn.
In 2017 leefden er nog drie mannelijke adellijke telgen: de chef de famille, zijn broer en een toen ongehuwde zoon van de laatste die in 1986 is geboren.

## Enkele telgen

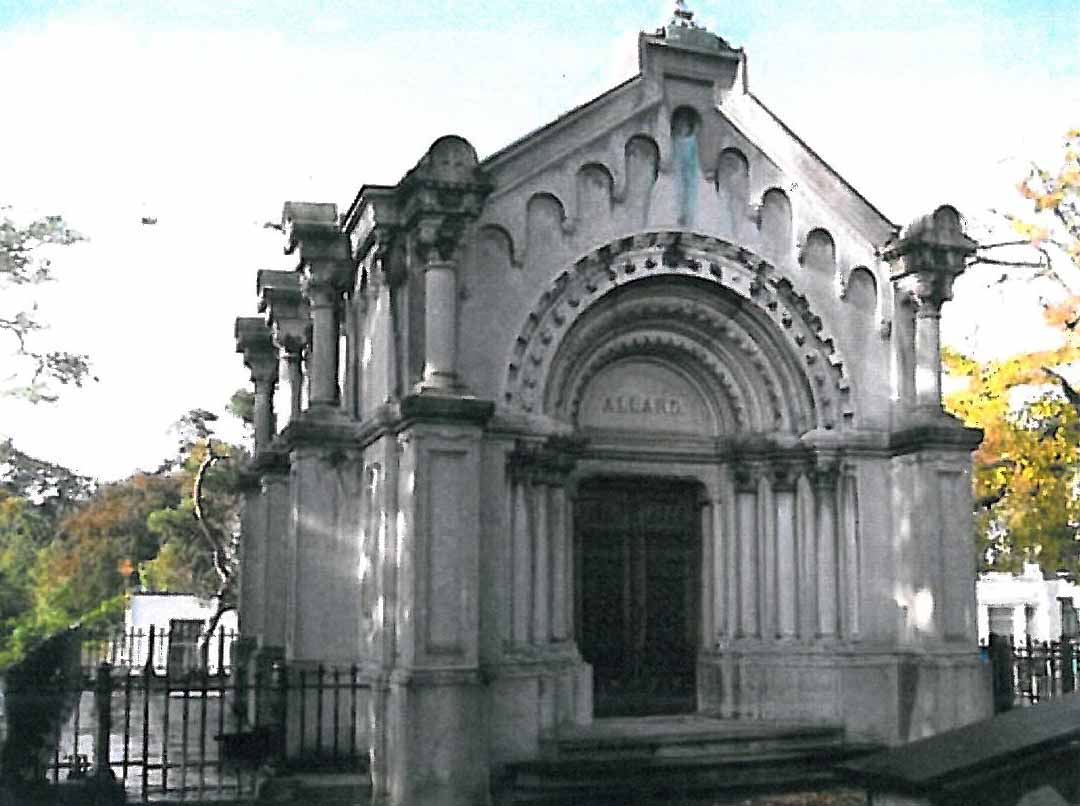
Allard Mausoleum, Ukkel, Begraafplaats van Dieweg

Antoine Allard (†1757), kleermaker wonende te Waver
- Martinus Allart (1728-), poorter van Brussel op 29 mei 1752, meester-schoenmaker,[1] deken van het schoenmakers- en leertouwersambacht van Brussel in 1788.
- Petrus Franciscus Allaer of Allard (1730-1813), poorter van Brussel op 18 februari 1755, schoenmaker, deken van het schoenmakers- en leertouwersambacht in 1783, en dan bode bij het stadhuis van Brussel.
  - Martinus Allard (1771-1844), schoenmaker[2]
    - Joseph-Gustave Allard (1803-1869), advocaat van de departementen van Financies en Openbare Werken
      - Alfred Allard (1838-1898), advocaat en gemeenteraadslid van Brussel
        - Ghislaine Allard (1864-1950); trouwde in 1883 in Brussel met Paul De Mot (1865-1934), advocaat, zoon van Emile De Mot, advocaat, burgemeester van Brussel, volksvertegenwoordiger en senator

      - Ernest Allard (1840-1878), advocaat, schepen van Brussel en volksvertegenwoordiger
      - Isabelle Allard (1842-1906); trouwde in 1862 met Edmond Hanssens, industrieel, volksvertegenwoordiger en burgemeester van Vilvoorde, zoon van Benoît Hanssens, industrieel, senator en burgemeester van Vilvoorde

    - Joseph Allard (1805-1877), goudsmid, muntmeester en bankier
      - Alphonse Allard (1831-1900), bankier en directeur van de Munt
        - Marie-Louise Allard (1865-1939), vicevoorzitster van het Rode Kruis tijdens de Eerste Wereldoorlog

      - Victor Allard (1840-1912), bankier, senator en vicegouverneur van de Nationale Bank van België; trouwde in 1865 met Emma Faignart (1845-1871), dochter van Louis Faignart, bankier, industrieel, gemeenteraadslid van Saint-Vaast, provincieraadslid van Henegouwen en volksvertegenwoordiger; na haar overlijden trouwde hij in 1874 in Brussel met Marguerite Wittouck (1853-1927), dochter van Félix-Guillaume Wittouck, industrieel en burgemeester van Sint-Pieters-Leeuw
        - Suzanne Allard (1866-1896); trouwde in 1889 met graaf Guillaume van der Straten Ponthoz (1854-1912), kolonel-commandant en vleugeladjudant van de koning, zoon van graaf Ignace van der Straten Ponthoz, generaal-majoor en vleugeladjudant van de koning
        - Josse baron Allard (1868-1931), bankier en filantroop, in 1929 verheven in de Belgische adel; trouwde in 1901 met Marie-Antoinette Calley Saint-Paul de Sinçay (1881-1977), dochter van Adrien-Gaston Calley Saint-Paul de Sinçay, industrieel
          - Antoine baron Allard (1907-1981), bankier en stichter en voorzitter van Oxfam België
          - Olivier baron Allard (1910-1981), kunstverzamelaar en vermogensbeheerder
            - Guy baron Allard (1938), chef de famille van de adellijke tak

        - Étienne Allard (1882-1945)
          - Maud Allard (1922-1965); trouwde in 1944 met baron John Bonaert (1916-1965), zoon van baron Franz Bonaert, advocaat en burgemeester van Foy-Notre-Dame
          - Étienne Allard (1935-2019), secretaris-generaal van de Fédération Équestre Internationale

        - Marthe Allard (1884-1970); trouwde in 1912 met Robert de Lesseps (1882-1916), pionier van het vliegwezen, zoon van Ferdinand de Lesseps, Frans diplomaat, ingenieur en financier

### Adellijke allianties
- De Lalaing (1922), Van der Noot (1926), Casana (1956, Italiaanse adel), De Grailly (1969, Franse adel)

## Galerij

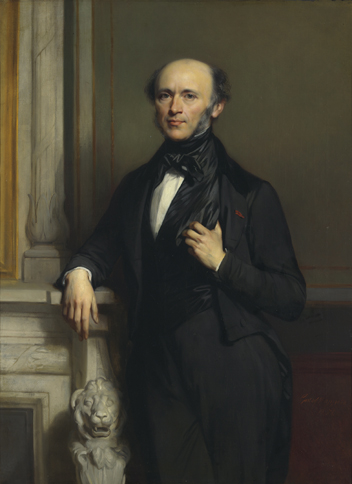
Joseph-Gustave Allard (1803-1869) door Gustaaf Wappers
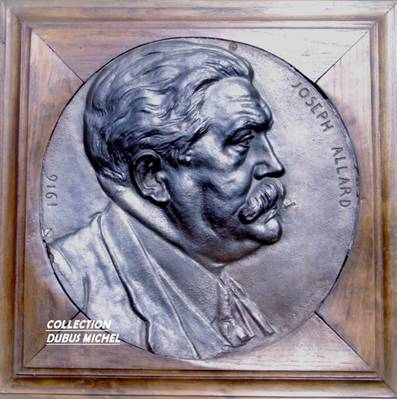
Joseph Allard (1805-1877), medaille
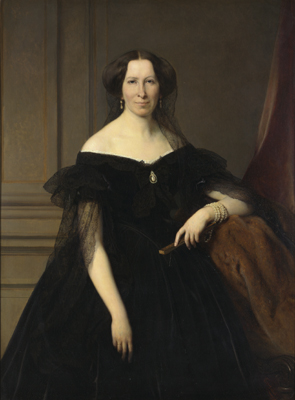
Hortense Dansaert (1811-1886) door Louis Gallait
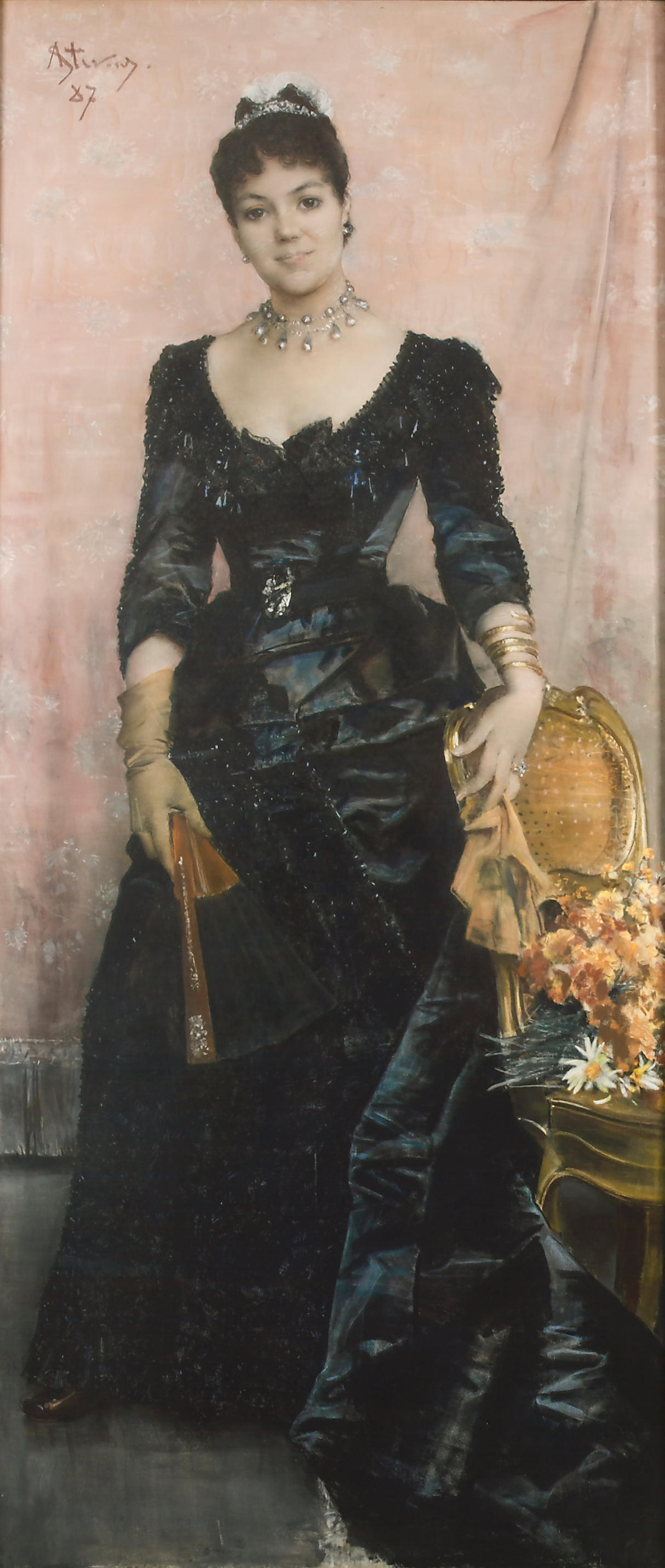
Clémence Allard (1839-1909) door Alfred Stevens
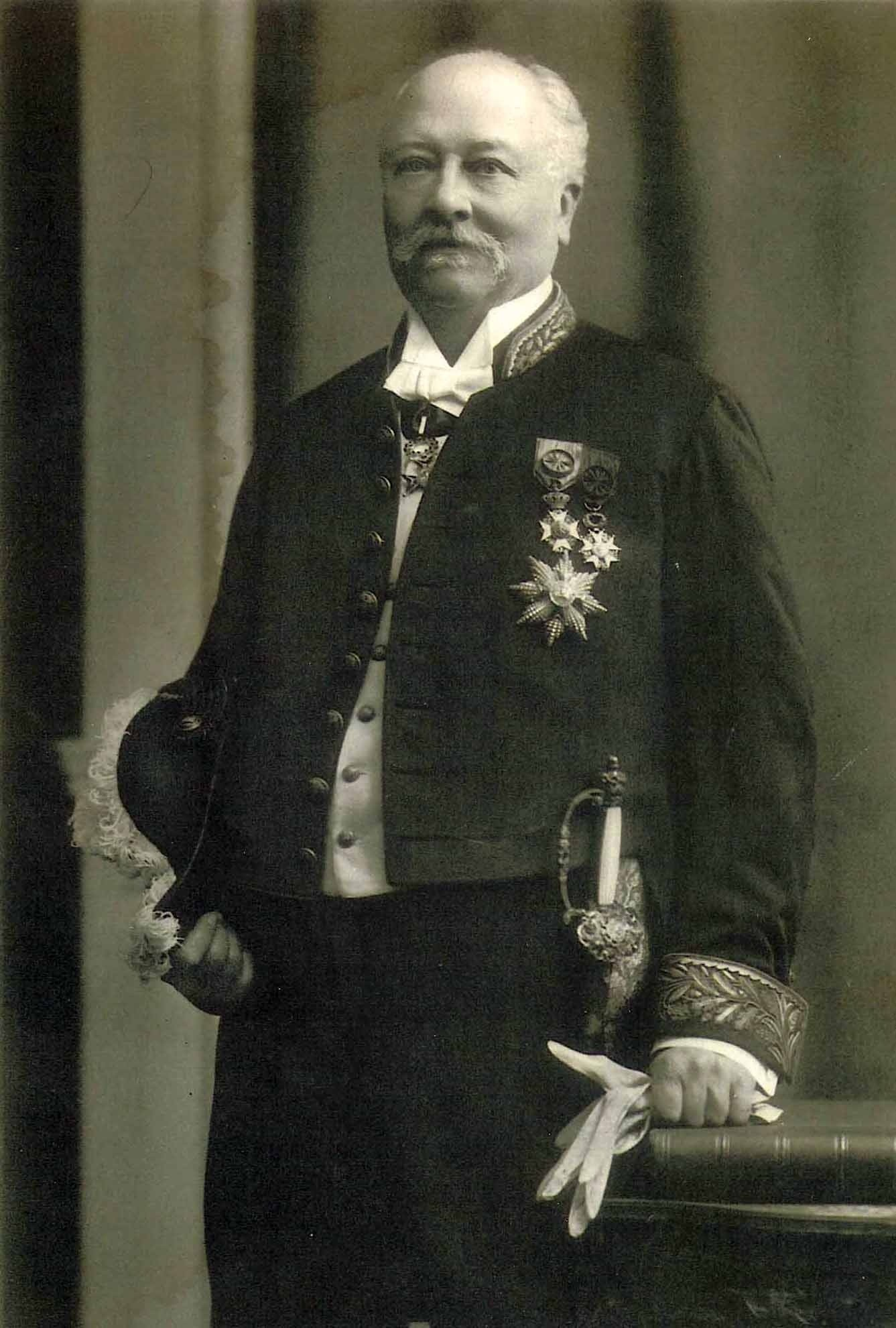
Victor Allard (1840-1912)
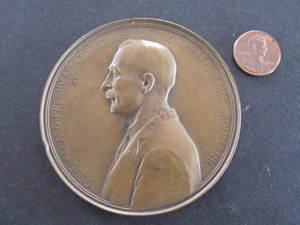
Josse baron Allard (1868-1931), gedenkpenning
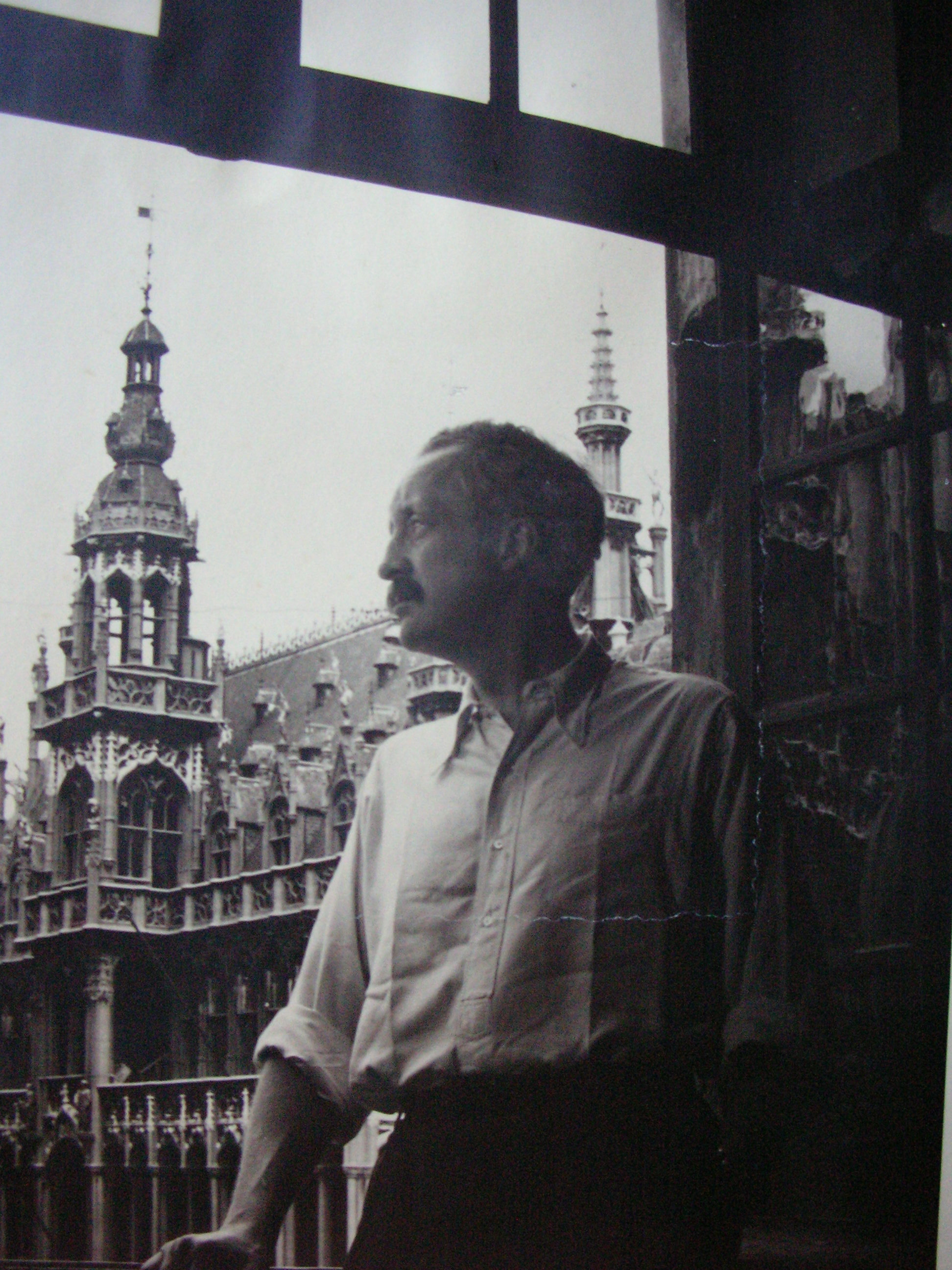
Antoine baron Allard (1907-1981)
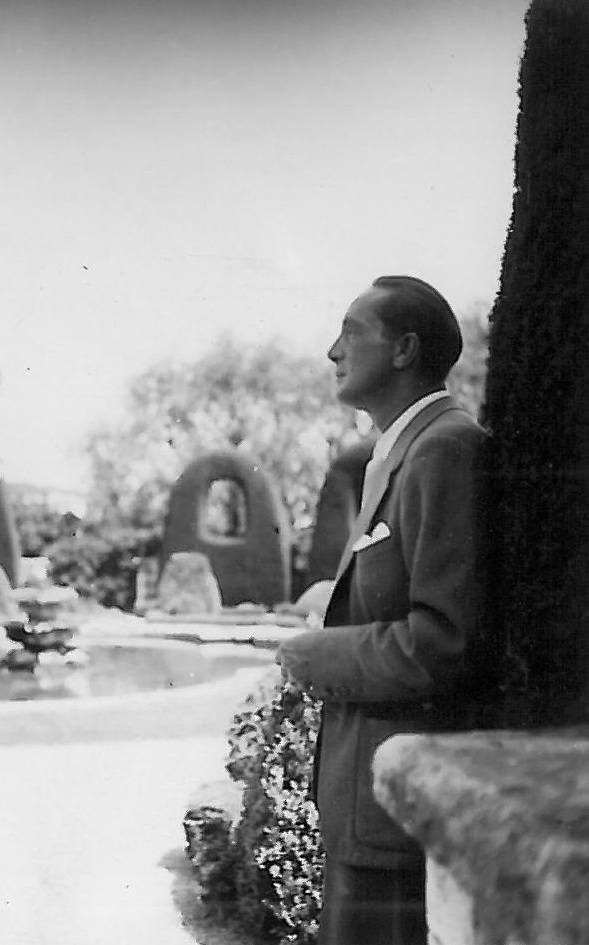
Olivier Allard (1910-1981)
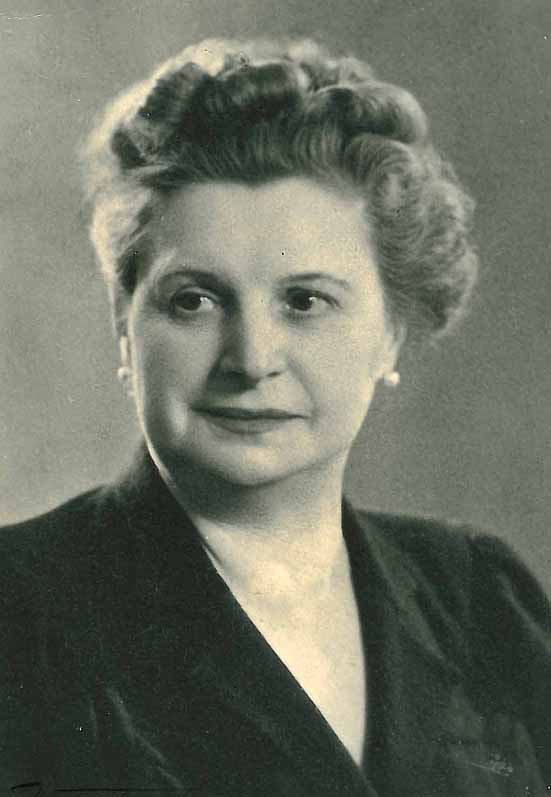
Marguerite Ozil (1916-1988)